# Whithorn Priory

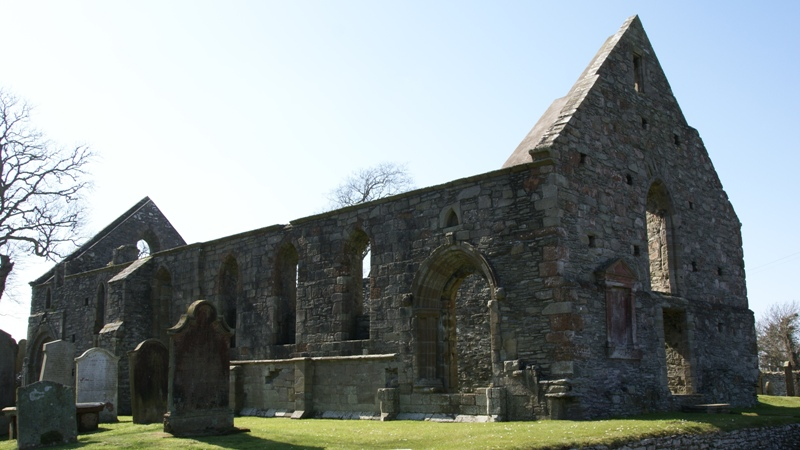
Ruinen der Whithorn Priory

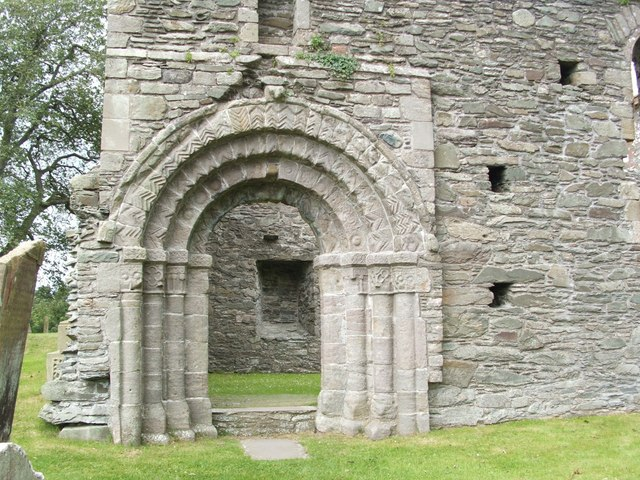
Eingangsportal

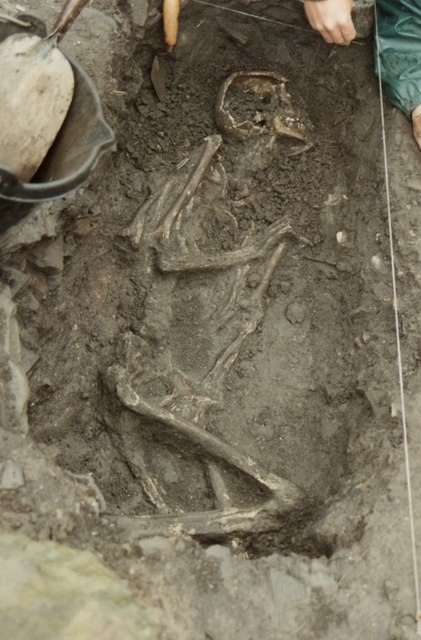
Ausgrabung Whithorn Priory

Die Whithorn Priory ist ein ehemaliges Prämonstratenserkloster in der schottischen Ortschaft Whithorn der The Machars in der Council Area Dumfries and Galloway. 1972 wurde das Bauwerk in die schottischen Denkmallisten in der höchsten Denkmalkategorie A aufgenommen. Der Status wurde jedoch 2016 aufgehoben. Weiterhin ist es als Scheduled Monument klassifiziert. Des Weiteren ist der Torweg zur Whithorn Priory als Kategorie-A-BAuwerk geschützt.

## Geschichte
Es handelt sich um einen frühchristlichen Standort in Schottland, der ab dem 5. oder 6. Jahrhundert als solcher genutzt wurde. Es existieren Gräber, die auf diesen Zeitraum datiert werden und archäologische Befunde eröffnen eine mögliche Errichtung einer Klosteranlage im späten 6. Jahrhundert. Gesichert ist ein Klosterbau aus dem 8. bis 9. Jahrhundert. Die Ortstradition nennt den heiligen Ninian als Klostergründer, dessen Schrein in der Klosterkirche im Mittelalter ein viel besuchtes Wallfahrtsziel war.

## Beschreibung
Die heute erhaltenen Ruinen der Whithorn Priory am Westrand von Whithorn stammen aus dem 12. und 13. Jahrhundert. Die aus diesem Zeitraum stammenden erhaltenen Fragmente von Langhaus und Krypta sind aus Bruchstein aufgebaut und romanisch gestaltet. Fein bearbeiteter Stein wurde erst bei Erweiterungen, Überarbeitungen und Ausbesserungen in den folgenden Jahrhunderten verwendet, die sich bis in das 20. Jahrhundert erstreckten. Erhalten ist der Ninian-Schrein in der Krypta, der bis heute ein Ziel von Pilgerreisen ist. In den vergangenen Jahrhunderten pilgerten verschiedene schottische Könige an diesen Ort.

## Torweg

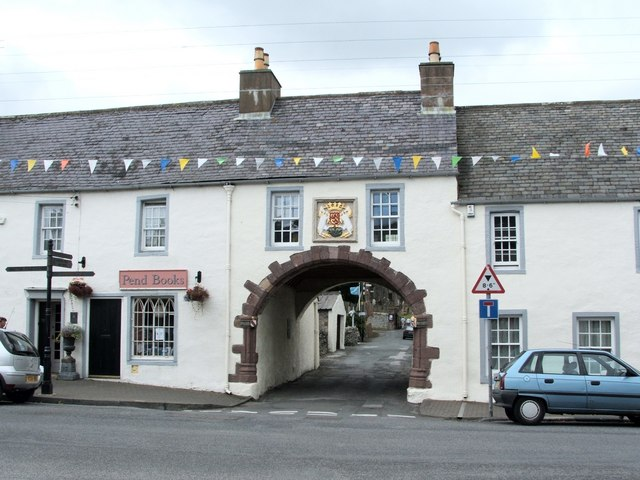
Torweg zur Whithorn Priory

Der östlich an der Hauptstraße Whithorns (A746) gelegene Torweg markiert den Zugang zu der Klosteranlage. Er ist als Einzeldenkmal der Kategorie A klassifiziert. Das nördlich an die 55–57 George Street angrenzende Wohngebäude entstand im späteren 18. Jahrhundert. Die Fassaden des zwei Achsen weiten Gebäudes sind mit Harl verputzt. Zentral führt der weite, ausgemauerte Torweg in westlicher Richtung. Darüber ist eine Wappenplatte eingelassen.